# Instituto de Salud para el Bienestar
El Instituto de Salud para el Bienestar (INSABI) es un organismo descentralizado sectorizado a la Secretaría de Salud que tuvo como finalidad proveer servicios de salud a las personas no derechohabientes a ninguna institución del Sistema Nacional de Salud, principalmente del Instituto Mexicano del Seguro Social (IMSS) y del Instituto de Seguridad y Servicios Sociales de los Trabajadores del Estado (ISSSTE).
Fue fundado el 1 de enero de 2020 por decreto del presidente Andrés Manuel López Obrador y sustituyó al Seguro Popular, el cual había sido fundado en el 2003.
El día 25 de abril de 2023, con 267 votos a favor, 222 en contra y una abstención, la Cámara de Diputados aprobó su desaparición, para que el IMSS-Bienestar tome sus atribuciones y atienda a la población que no cuenta con servicios médicos públicos.

## Servicios
Ofreció servicios médicos de primer y segundo nivel a personas sin seguridad social. Dentro de los servicios de tercer nivel, se añadirían 30 servicios además de los 66 que ya contaba el Seguro Popular.
Primer nivel (80% de los padecimientos):
- Acciones preventivas.
- Promoción de la salud.
- Prevención de enfermedades.
- Atención ambulatoria a los males más comunes que brindan los médicos generales y el personal de enfermería.

Segundo nivel:
- Especialidades básicas en los hospitales generales o de especialidad.
- Diagnóstico de laboratorio e imagen.
- Especialidades: cirugía general, ginecología, obstetricia, medicina interna y pediatría.

Tercer nivel: Atención médica de mayor complejidad y especialización, en la que intervienen los Institutos Nacionales de Salud y de investigación.

## Cobertura
El 31 de enero de 2020 se fijó un plazo para que las treinta y dos entidades federativas del país se adhirieran al nuevo organismo, lo cual implicaba que le cedieran a la Federación el control sobre sus servicios de salud para personas que no contaran con ninguna derechohabiencia a ninguna institución de seguridad social. 
Sin embargo, nueve no firmaron el acuerdo de adhesión, aunque cuatro de ellas (Chihuahua, Coahuila, Michoacán y Tamaulipas) sí operaba IMSS-Bienestar. Los estados donde no operaba ni el INSABI o IMSS-Bienestar eran Aguascalientes, Baja California Sur, Guanajuato, Jalisco y Nuevo León.
El INSABI empezó a operar en febrero en los veintitrés estados que lo firmaron.

## Médicos del bienestar
En febrero de 2020, la Secretaría de Salud a través del INSABI, lanzó una primera convocatoria para contratar a personal médico y de enfermería, especialmente en zonas marginadas de estados como Chiapas, Zacatecas e Hidalgo. A través de este programa, el INSABI busca reclutar a unos 40 mil personas para cubrir al personal médico, de enfermería y especialidades.
En marzo de 2020, a partir de la pandemia de COVID-19 en México, el INSABI lanzó una convocatoria extra para contratar a personal médico que pueda participar en la contención del COVID-19 en el país. La contratación se centra sobre todo en personal especializado en urgencias, terapia intensiva, medicina interna, neumología, infectología e anestesiología.